# マザーハウス
株式会社マザーハウス（英: MOTHERHOUSE Co., Ltd.）は、東京都台東区に本社を置く、発展途上国におけるアパレル製品及び雑貨の企画・生産・品質指導、同商品の先進国における販売をしている企業である。

## 概要
「途上国から世界に通用するブランドをつくる」という理念を掲げ、発展途上国の素材や文化、人材に光を当ててものづくりを行う企業として、2006年にバングラデシュで事業を開始した。会社名は創業者・山口絵理子が尊敬する人物であるマザー・テレサと、「みんなが帰れる『家』になりたい」という思いから名付けられた。
当初はバッグやストールなどの布・革製品が中心であったが、2015年にインドネシアに進出して以降はジュエリーも製造している。2023年12月現在は、バングラデシュ、ネパール、インドネシア、スリランカ、インド、ミャンマーの6か国で生産を行うと同時に、日本国内41店舗、台湾5店舗、シンガポール2店舗の3か国計48店舗を展開している。
2019年8月21日、天然素材の可能性を追求する新ブランド「e.（イードット）」がデビュー、1号店は藤森照信が設計。
2021年、「途上国から「食」の可能性を世界に」をコンセプトとした新ブランド「Little MOTHERHOUSE」を立ち上げ、インドネシア・スラウェシ島のカカオを使ったチョコレートの販売を開始した。
2022年、イードットの新ラインとして、山口絵理子自身の世界観を表現した「エリコヤマグチ(ERIKO YAMAGUCHI)」を発表。

## 出演
山口絵理子
- 毎日放送「情熱大陸」2008年3月16日[7]
- TBSラジオ「久米宏 ラジオなんですけど」2008.5.17放送[8]
- NHK Eテレ「グラン・ジュテ 私が跳んだ日」2009年10月3日[9]
- テレビ東京「日経スペシャル 未来世紀ジパング〜沸騰現場の経済学〜」2014年12月15日  [10]
- テレビ東京「日経スペシャル カンブリア宮殿」
  - 途上国から世界に誇れるブランドを！ 女性起業家が挑む新たなビジネス（2017年9月14日） [11][12]
  - コロナでも大躍進 途上国の雇用守るマザーハウス（2020年11月5日、テレビ東京）[13]

## 著書
- 裸でも生きる 25歳女性起業家の号泣戦記（2007年9月20日、講談社BIZ、ISBN 978-4-06-282064-6）
  - 裸でも生きる 25歳女性起業家の号泣戦記（2015年9月19日、講談社+α文庫、ISBN 9784062816168）
- 裸でも生きる 2 Keep Walking 私は歩き続ける（2009年9月30日、講談社BIZ、ISBN 4062821230、ISBN 978-4062821230）
  - 裸でも生きる 2 Keep Walking 私は歩き続ける（2015年11月1日、講談社+α文庫、ISBN 	9784062816335）
- 自分思考（2011年9月22日、講談社、ISBN 4062171694、ISBN 978-4062171694）
  - 自分思考（2016年5月20日、講談社+α文庫、ISBN 9784062816540）
- 裸でも生きる 3 輝ける場所を探して ダッカからジョグジャ、そしてコロンボへ（2016年12月1日、講談社、ISBN 4062203618、ISBN 978-4062203616）
- Third Way(サードウェイ) 第3の道のつくり方 (2019年8月13日、ハフポストブックス、ディスカヴァー・トゥエンティワン、ISBN 4799325426、ISBN 978-4799325421）